# Bataille de Nanchang
 (novembre 2023).
Si vous disposez d'ouvrages ou d'articles de référence ou si vous connaissez des sites web de qualité traitant du thème abordé ici, merci de compléter l'article en donnant les références utiles à sa vérifiabilité et en les liant à la section « Notes et références ».
Guerre sino-japonaise (1937-1945),
Seconde Guerre mondiale
Batailles
Seconde Guerre mondiale : batailles de la Guerre sino-japonaise
- Incident du pont Marco-Polo
- Shanghai
- Taiyuan
- Xinkou
- Pingxingguan
- Taierzhuang
- Xuzhou
- Nankin
  - bataille
  - massacre
- lac Khassan
- Wuhan
- Nanchang
- Khalkhin Gol
- Suixian-Zaoyang
- Changsha (1re)
- Guangxi
- Henan
- Zaoyang-Yichang
- Cent Régiments
- Shanggao
- Sud-Shanxi
- Changsha (2e)
- Pacification du Mandchoukouo
- Changsha (3e)
- Hubei
- Changde
- Ichi-Go
- Changsha (4e)
- Guilin-Liuzhou
- Reconquête chinoise

Guerre du Pacifique
Front d'Europe de l'ouest
Front d'Europe de l'est
Campagnes d'Afrique, du Moyen-Orient et de Méditerranée
Bataille de l'Atlantique
Théâtre américain
La bataille de Nanchang est une campagne militaire dans la ville de Nanchang, dans le Jiangxi. Elle oppose l'Armée nationale révolutionnaire chinoise à l'Armée impériale japonaise durant la guerre sino-japonaise. 
Soldée par une victoire japonaise, elle constitue la première grande offensive après la victoire japonaise de la bataille de Wuhan.

## Contexte
Après la chute de Nanjing, l'armée de l'air de la marine impériale japonaise a lancé des frappes préventives à longue distance à partir des bases aériennes nouvellement capturées contre des cibles à Nanchang, y compris la principale base de l'armée de l'air chinoise à Qingyunpu. Bien qu’elle ait perdu de nombreux pilotes de chasse vétérans et la majeure partie de son équipement au cours des batailles de Shanghai, de Taiyuan et de Nanjing, l'armée de l'air chinoise est revitalisée par le pacte de non-agression sino-soviétique et ses pilotes, ainsi que le groupe de pilotes volontaires soviétiques, continuent de résister dans les airs au-dessus de Nanchang.
Après la prise de Wuhan par les Japonais, la prochaine ville cible était Nanchang, une plaque tournante ferroviaire et ligne de ravitaillement majeure. Elle abritait également des aérodromes qui menaçaient les routes maritimes le long du fleuve Yangtze.
Face à l'urgence d'une possible attaque, le gouvernement nationaliste réorganise la chaîne de commandement, Chen Cheng restant au poste officiel tandis que Xue Yue est chargé de mener les opérations proprement dites. Peu avant le début de la campagne, les forces chinoises ont rassemblé 200 000 soldats de 52 divisions près de Nanchang.

## Bataille

### Premiers contacts
Déjà en juillet 1938, les troupes japonaises avaient tenté de s'approcher de Nanchang lors de leur assaut sur Wuhan, mais leur progression a été stoppée par les défenseurs chinois de la rivière Xiushui. Les positions chinoises étaient bien retranchées et bloquaient le chemin vers Nanchang pour les troupes japonaises. Pendant le reste de l'année, les deux camps étaient restés bloqués de part et d'autre de la rivière.
Au printemps 1939, les troupes japonaises entament une nouvelle offensive en direction de Nanchang. Le 20 mars, sous le commandement direct de Yasuji Okamura, elles lancent des tirs d'artillerie lourde sur les fortifications chinoises de l'autre côté de la rivière Xiushui. Les sapeurs japonais, sous le couvert des tirs d'artillerie, parviennent à mettre rapidement en place des ponts qui permettent aux chars de traverser la rivière. Deux jours plus tard, le site stratégique de Wucheng, situé à l'endroit où la rivière Xiushui se jette dans le lac Poyang, subit d'importants bombardements navals et frappes aériennes de la marine japonaise. Il tombe peu après aux mains des forces spéciales de débarquement naval, le 23 mars.
En plus des tirs d'artillerie conventionnels, le bombardement japonais a également utilisé des gaz toxiques produits par l'unité 731, qui avait été déployée occasionnellement sur le terrain d'opérations en Chine.

### Offensive japonaise
Le 26 mars, les troupes japonaises, appuyées par des chars, sortent de leur tête de pont sur la rivière Xiushui et atteignent la porte ouest de Nanchang. Les troupes de Yasuji Okamura sont rejointes par un autre régiment japonais qui frappe au sud depuis le nord de Nanchang, et les forces japonaises convergentes commencent à encercler et à assiéger la ville. La ville de Nanchang tombe le lendemain. L'armée japonaise continue de nettoyer la zone rurale en mars et en avril, ce qui marque la fin de la première phase de la campagne.

### Contre-attaque chinoise
Malgré la perte de la ville de Nanchang, les forces chinoises du Jiangxi continuent de résister. Jusqu'à la fin du mois d'avril, certaines forces japonaises sont déplacées pour soutenir des opérations dans d'autres régions (bataille de Suizao). Les nationalistes chinois voient une opportunité dans cet affaiblissement des effectifs japonais disponibles et planifient une contre-attaque pour reprendre la ville. Leur directive était de couper le contact avec les Japonais et de désorganiser l'ennemi par l'arrière.
Le 21 avril, les forces chinoises lancent une attaque surprise depuis le nord, l'ouest et le sud de Nanchang. Au sud, cette offensive soudaine brise rapidement les positions japonaises en avançant vers le centre de Nanchang. Après cinq jours de progression incessante, le 32e groupe d'armées, à l'avant du fer de lance de la Chine méridionale, atteint la zone extérieure de la ville. Tout au long de l'attaque chinoise, les Japonais conservent le contrôle de la rivière Xiushui et reçoivent continuellement du ravitaillement et des renforts pendant les cinq jours d'avancée des troupes chinoises.
Le 27 avril, les Japonais lancent une contre-offensive contre la poussée chinoise en attaquant les troupes du sud. Soutenus par des tirs d'artillerie lourde et un appui aérien, les Japonais reprennent plusieurs de leurs bastions autour de la ville et forcent les divisions chinoises à se replier. Pendant la semaine suivante, les progrès sont au point mort des deux côtés, car ils maintiennent leurs positions défensives. Espérant mettre fin rapidement au conflit, Tchang Kaï-chek ordonne le 2 mai aux divisions chinoises qui encerclent Nanchang de reprendre la ville pour le 5 mai.
À la suite de cet ordre, les Chinois lancent une nouvelle offensive pour tenter de mettre fin au conflit sur la ville, mais les renforts continus des Japonais ne peuvent être repoussés. Après plusieurs jours de combats intenses et de lourdes pertes pour l'armée chinoise, les Chinois sont épuisés et contraints de battre en retraite le 9 mai. Également épuisés par la bataille, les Japonais ne poursuivent pas l'armée chinoise en retraite.

### Conséquences

#### Pertes
Les pertes sont difficiles à estimer, les registres chinois d'après guerre indiquent 24 000 morts et blessés du côté japonais contre 68 775 pertes côté chinois. Les pertes chinoises sont détaillées ainsi : 706 officiers et 22 536 soldats tués, 1 203 officiers et 28 077 soldats blessés, 255 officiers et 15 998 soldats disparus. Ces chiffres ne comptent pas les pertes des troupes de guérilla et ne comptabilisent que les victimes du 17 mars au 15 mai 1939.

#### Situation stratégique
Après la chute de Nanchang, les Japonais ont consolidé leur contrôle sur les régions du Jiangxi et du Hunan. Les nationalistes continuent cependant à maintenir leur présence dans la région. L'élan japonais est encore interrompu par les affrontements frontaliers avec l'Union soviétique qui dégénèrent peu à peu, aboutissant de la bataille de Khalkhin Gol.